# 戴维·毕晓普
戴维·毕晓普（英語：David Bishop，1990年1月13日—），新西兰男子竞技体操运动员。他曾代表新西兰参加2014年和2018年英联邦运动会体操比赛，其中2014年英联邦运动会获得一枚铜牌。